# PocketStation
PocketStation este un card de memorie periferal de Sony Interactive Entertainment pentru consola de jocuri video la domiciliu PlayStation. A fost lansat în Japonia în 1999. Dispozitivul a acționat nu numai ca un card de memorie, ci a fost interactiv în sine printr-un afișaj mic monocrom LCD și a butoanelor de pe carcasă. Multe jocuri PlayStation au inclus software care a putut fi descărcat și jucat pe PocketStation. O lansare în Europa și America de Nord a fost plănuită, dar a fost anulată în cele din urmă. PocketStation are similarități cu VMU de la Sega pentru Dreamcast.

## Istorie
PocketStation a fost lansat exclusiv în Japonia pe 23 ianuarie 1999. Data originală a livrării japoneze pentru PocketStation a fost stabilită pentru 23 decembrie 1998, dar a fost amânată cu o lună întreagă. Sony a livrat inițial doar 60 000 de unități ale perifericului atunci când a fost lansat. Inițial, a fost disponibil în două culori de carcasă: alb și transparent.
S-a dovedit extrem de popular, vânzându-se în toată regiunea. Sony a plănuit să lanseze PocketStation în afara Japoniei, angajându-se în activități promoționale în Europa și America de Nord, dar lansarea nu a avut loc. SCEA a citat incapacitatea de a satisface cererea japoneză drept motiv pentru absența PocketStation. În ciuda acestui fapt, câteva jocuri, precum Final Fantasy VIII și SaGa Frontier 2, au păstrat funcționalitatea PocketStation în versiunile lor localizate.
Pe 5 noiembrie 2013, a fost anunțat că PocketStation va fi readus ca o aplicație pentru PlayStation Vita, permițând utilizatorilor să joace minijocuri în format PocketStation pentru orice jocuri clasice PlayStation pe care le dețin. Inițial disponibil doar pentru membrii PlayStation Plus, a fost lansat ulterior publicului larg. El rămâne o exclusivitate pentru PlayStation Vita japoneză.

## Hardware
Clasificat de Sony ca o combinație între un card de memorie și un asistent digital personal în miniatură, dispozitivul are un afișaj monocrom cu cristale lichide (LCD), capacitate de comunicare în infraroșu, un ceas în timp real, memorie flash încorporată și capacitate de sunet. Pentru a utiliza funcționalitatea de card de memorie a dispozitivului, acesta trebuie să fie conectat la un PlayStation printr-un slot pentru card de memorie.

### Specificatii tehnice
- CPU: ARM7T (ceas variabil cu cip RISC de 32 de biți, max 7,995 MHz)[12][13]
- Memorie: 2 KB SRAM, 128 KB Flash RAM (prin cardul de memorie PlayStation)[14]
- Ecran: LCD monocrom 32×32 puncte[15]
- Sunet: 1 difuzor miniatural (PCM de 10 biți)
- Comutatoare: 5 butoane de intrare, 1 buton de resetare[14]
- Comunicare în infraroșu: bidirecțională (suporta sisteme de control de la distanță bazate pe IrDA și convenționale)
- Indicator LED: 1 (roșu)
- Baterie: 1 baterie cu litiu CR-2032
- Alte funcții: funcție de calendar, card de memorie și număr de identificare.
- Dimensiuni: 64 × 42 × 13,5 mm (înălțime × lățime × adâncime)
- Greutate: aproximativ 30 g (inclusiv bateria)[3]
- Culori disponibile: alb, cristal/transparent, negru (ediția limitată japoneză a Yu-Gi-Oh! Forbidden Memories), galben cristal/transparent, violet cristal/transparen, roz cristal/transparent (ediția limitată a Tokimeki Memorial 2), negru cristal/transparent, albastru cristal/transparent, albastru deschis)

## Software
Software-ul pentru PocketStation a fost distribuit în mod obișnuit ca extra pentru jocurile PlayStation, incluse în CD-ROM, îmbunătățind jocurile cu funcții suplimentare. Software-ul autonom ar putea fi, de asemenea, descărcat prin consola PlayStation pe un card de memorie, apoi transferat pe PocketStation pentru utilizare. O interfață de date în infraroșu încorporată permite transferul direct de date, cum ar fi salvarea jocurilor, între unitățile PocketStation, precum și jocurile multiplayer. Cel mai popular joc de la PocketStation a fost Doko Demo Issyo, care s-a vândut în peste 1,5 milioane de copii în Japonia și este primul joc care a jucat în rol principal mascota lui Sony, Toro. PocketStation a fost întreruptă în iulie 2002, după ce a livrat aproape cinci milioane de unități.